# Logroño (Spanyolország)
Logroño (katalánul Logronyo) egy észak-spanyolországi város, amely az Ebro folyó partján fekszik. La Rioja (korábbi nevén Logroño) autonóm közösség székhelye. Neve a kelta eredetű gronio szóból származik, amelynek jelentése „gázló”.
2013-ban a várost 153 066-an lakták, míg a városi térségben körülbelül 200 000-en éltek. Logroño a nagy hagyományú Rioja borvidéknek is a központja, melyről világszerte a legismertebb. A településen ezen kívül jelentős még a fa-, a fém- és a textilipar is.

## Nevezetességei
- Szent Bertalan-templom: a 12. és a 13. században épült.[3]
- Híres La Rioja-iak szökőkútja: nyolc helyi híres ember bronzszobrával díszített szökőkút

## Népesség
A település lakosságának változását az alábbi diagram mutatja:
| Lakosok száma | 131 655 | 141 568 | 145 866 | 152 107 | 153 402 | 151 962 | 150 979 | 151 136 | 150 020 | 151 164 |
|               | 2001    | 2004    | 2007    | 2009    | 2012    | 2014    | 2017    | 2019    | 2022    | 2024    |

## Sportélete
A város labdarúgócsapata korábban a Logroñés CF volt, amelynek megszűnése után két másik klub jött létre: az UD Logroñés és az SD Logroñés.